# 适航指令
适航指令（英語：Airworthiness Directive，通常简写成AD）是为了通知已认证飞机的所有者和操作者，特定型号的飞机、发动机、航空电子设备或其他系统存在已知的安全隐患，且必须予以纠正。
如果一架已认证的飞机尚未遵守重要的适航指令，那么它将不适合飞航。因此，适航指令对于飞机操作者是强制性的。

## 目的
适航指令通常来自營運商报告的运行困难，或航空事故的调查结果。适航指令通常由飞机制造或注册国的民航当局发布。适航指令发布时，注册国与制造国的民航当局几乎总会协调，以确保发布的适航指令没有冲突。
具体而言，适航指令的目的是通知飞机所有者：
- 飞机可能有不安全的因素，或[3]
- 飞机可能无法符合认证基础或其他条件，影响飞机的适航性，或[3]
- 必须采取必要行动，以确保持续的安全飞行，或[3]
- 在一些紧急情况下，飞机将被禁止飞行，直到设计并实施整改行动为止。[3]

适航指令在大多数地区是强制性的，且往往有遵守指令的限期或飞机飞行小时。
适航指令可以分为两大类：
1. 需要在下一次飞行前立即遵守的紧急指令，和
2. 需要在指定时间内遵守的较不紧急指令。

## 发布机构
适航指令由大多数民航监管部门发布，包括：
- 澳大利亚民航安全局
- 欧洲航空安全局
- 美国联邦航空管理局
- 加拿大交通部[1]
- 中国民用航空局航空器适航审定司[4][5]

## 各国程序

### 美国
美国联邦航空管理局通过三个不同的程序发布适航指令：
- 标准适航指令程序：先通告规则拟议（NPRM），其次是最终规则
- 最终规则及征求意见
- 紧急适航指令—不征求意见而发布。这只是用来发布“当存在不安全的因素，而需要所有者/操作者立即采取行动……以迅速纠正紧急飞行安全状况。”[6]